# Елівагар
Елівагар — колективна назва річок, що течуть з Ніфльгейму в світову безодню Гіннунгагап. Вони вилилися з колодязя Гверґельмір і заповнили порожній простір, що існував до створення світу. З вологи цих річок і вогненних іскор Муспельгейму утворився іній, з якого виник Імір.
Буквально «бурхливі хвилі».
Одинацять рік також тісно зв'язані з Елівагаром. Найбільша з них — Вімур. Інші потоки мали імена: Свель, Гуннтра, Фьєрм, Фімбультуль, Слід, Хрід, Сюльг, Ульг, Від, Лейфт, Гйоль.

## Видіння Ґюльві
У Видіннях Гюльві згадується про створення світу: 
Ганглері запитав: «Що ж було в світі до того, як виникли племена і став численним рід людський?» Тоді сказав Високий: «Коли річки, що звуться Елівагар, настільки віддалилися від свого початку, що їх отруйна вода застигла подібно кіптяви, що біжить з вогню, і стала льодом, і коли зміцнів той лід і перестав текти, отрута виступила назовні росою і перетворилася на іній, і цей іній шар за шаром заповнив Світову Безодню». І сказав Рівновисокий: «Світова Безодня на півночі вся заповнилася важкістю льоду і інею, південніше панували дощі та вітри, сама ж південна частина Світової Безодні була вільна від них, бо туди залітали іскри з Муспельгейму».
Як стверджує Стеблін-Каменський, "у всіх еддичних розповіях про створення світу розповідається не про те, що виникло, а про якісь зміни того, що вже існувало раніше. Створення Іміра полягало, згідно «промов Вафтрудніра», в тому, що в нього перетворилися отруйні краплі з річок Елівагара. У «Молодшій Едді» більш докладно, але дуже плутано розповідається про те, як ці краплі утворилися з інею, який виступив на льоду. Однак і розповідь «Молодшій Едди» передбачає, що умовою виникнення першовелетня було існування холодного Ніфльгейму, Джерела Гвергельміра, розташованого в середині Ніфльгейму, одинадцяти річок, що випливають з Гвергельміра (їх назви наводяться, але, мабуть, разом вони і називаються «Еліваґара»), Муспельгейму і безодні Гіннунгагап.

## Промови Вафтрудніра
У цьому контексті Еліваґар згадується як першопочаток інеїстих велетнів. Зокрема велетень Вафтруднір вказує: 
Бризки холодні
Елівагара
Йотуном стали,
звідси свій рід
велетні ведуть,
тому ми жорстокі.

## Пісня про Гюміра
У Пісні про Гюміра згаується про житло велетня, у якого Тор забрав котел для варіння пива:
"Живе на схід
від річки Елівагар 
Гюмір премудрий.